# 靳梧桐
靳梧桐（1935年11月—），男，河北文安人，中国小提琴家、指挥家，曾任中国音乐家协会常务理事，青海省音乐家协会主席。